# Списък на илюстратори на книги-игри
Списък на илюстратори на книги-игри издавани на български език.

## Илюстратори

### Илюстратори
- Албена Новева – Чиракът на Алхимика
- Александър Еличев – Генезис; Катарзис
- Божидар Жеков (Буж) – Червен свят; Битката преди Коледа; Чиракът на алхимика; Снарг Намръщения и камите на дракона; Жертвоприношението; Отмъщението; Петия принц; Денят на един орк; Ден на дисонанс; Сгреши пътя, обърни!; Западен здрач; Ловци на кости; Зъби: Палатът на чудесата
- Борислава Горанова – Хуаранг и Кумихо
- Венцислав Великов – Мис ефект; Сгреши пътя, обърни!; Рандеву
- Георги Георгиев – Петият принц
- Георги Мурджев – Паднали ангели
- Георги Мишков – Тихото училище; Зъби; Убежището; Вълча дупка; Хотелът; Зъби: Палатът на чудесата
- Горо – Ден на дисонас
- Деница Трандева – Червен свят
- Дияна Нанева (Functional Neighbour) – Призвание Герой
- Елоди Марз – Съновидение
- Йоана Викторова – Зъби; Котарака и Абаносовия дракон
- Клаус Пийон – Сред обръч от пясък и вода
- Милен Великов – Катарзис
- Мая Бочева – Добросъците
- Коноя О`Ленович – Люлката
- Неделчо Богданов – Българ; Българ: Лабиринтът на времето; Българ: Междузвезден унищожител
- Николай Королоев – Генезис
- Светлана Мурджева – Червен свят; Герои
- Стоян Русев – Не поглеждай назад
- Хайме Гарсия Мендоса – Паднали ангели
- Тодор Мутаров – Онази зимна нощ
- TANGRA – Да намериш Дракон
- Христо Димитров – Коледни недуразумения
- Щерю Щърбев – Финалът